# Namık-Kemal-Gymnasium Gazimağusa
Das Namık-Kemal-Gymnasium Gazimağusa ist eine weiterführende Schule und befindet sich auf Zypern in der Stadt Famagusta (Gazimağusa) in der Türkischen Republik Nordzypern. Es ist eines der ältesten zyperntürkischen Gymnasien auf Zypern. Viele bekannte Zyperntürken haben dort ihren Abschluss absolviert.

## Ehemalige Schüler
- Derviş Eroğlu (* 1938), dritter Präsident der Türkischen Republik Nordzypern
- Derviş Zaim, preisgekrönter Filmregisseur
- Oktay Kayalp, ehemaliger Bürgermeister von Gazimağusa
- Beran Bertuğ, Gouverneur von Gazimağusa
- Turgay Avcı (* 1959), ehemaliger stellvertretender Ministerpräsident der Türkischen Republik Nordzypern